# Avril 1820

## Événements
- Afrique australe : Tchaka décide de ne plus partir en campagne et confie le commandement de ses troupes au chef Oum Selekatsi. Il proclame officiellement le royaume zoulou[1]. Il a vaincu en deux ans plus de trois cents chefs dont les territoires ont été intégrés au royaume qui atteint 30 000 km2.
- Offensive ottomane contre le pacha de Janina, en Épire[2]. Le sultan entend interdire les fiefs locaux qui, à l’instar de la Serbie, se sont multipliés au cours de la guerre contre la Russie. La révolte individuelle du Pacha favorise l’agitation contre les Ottomans en Grèce (1821).

- 19 avril : les premiers missionnaires américains débarquent à Hawaii[3]. Ils diffusent avec succès les valeurs morales américaines.

## Naissances
- 6 avril : Nadar (Félix Tournachon), photographe français († 21 mars 1910).
- 16 avril : 
  - Joachim Menant (mort en 1899), magistrat, philologue et assyriologue français.
  - Victor Puiseux (mort en 1883), mathématicien et astronome français.
- 20 avril : Carl Haag, peintre allemand († 24 janvier 1915).

## Décès
- 1er avril : Isaac Milner (né en 1750), mathématicien et inventeur britannique.
- 20 avril : 
  - Benjamin West, peintre américain, à Londres (1738-1820).
  - Arthur Young, agronome britannique(1741-1820), célèbre par ses Travels in France.
- 25 avril : Volney (né en 1757), philosophe et orientaliste français.